# Малоірменка
Малоірменка (рос. Малоирменка) — присілок у Ординському районі Новосибірської області Російської Федерації.
Входить до складу муніципального утворення Козіхінська сільрада. Населення становить 301 особа (2010).

## Історія
Згідно із законом від 2 червня 2004 року органом місцевого самоврядування є Козіхінська сільрада.

## Населення
| 2002 | 2007 | 2010 |
| ---- | ---- | ---- |
| 308  | ↗320 | ↘301 |